# Jorge Andrés Martínez Boero
Jorge Andrés Martínez Boero   (San Carlos de Bolívar, 3 de juliol de 1973 - Necochea, 1 de gener de 2012) fou un pilot de motociclisme argentí, fill del pilot d'automobilisme Jorge Martínez Boero.
Es retirà a la sisena etapa del Dakar 2011. Hi anava amb la intenció de fer un homenatge al seu pare, amb motiu del 30è aniversari de la seva consagració en el món dels turismes de carretera. Aquell mateix any tingué l'oportunitat de provar una llanxa del Campionat del Món de F1 Powerboat.
Durant el Dakar 2012 patí una forta caiguda que li provocà un traumatisme toràcic i morí durant el trasllat en helicòpter a Mar del Plata, a l'edat de 38 anys.